# Michele Ferrari
Pour les articles homonymes, voir Ferrari.
Michele Ferrari (né le 26 mars 1953 à Ferrare) est un médecin italien, préparateur de nombreux sportifs de renom, et impliqué dans des affaires de dopage.

## Biographie
En 1994, Michele Ferrari est médecin de l'équipe cycliste Gewiss. L'équipe réalise alors une excellente saison, remportant de nombreuses courses. Lors de la Flèche wallonne, l'équipe réalise un triplé historique. De nombreux observateurs s'inquiètent alors de la domination de l'équipe italienne, et pointent du doigt son médecin. Loin de calmer le jeu, il compare l'EPO à du jus d'orange. « Cette substance [l'EPO] n'est pas plus dangereuse que 10 litres de jus d'orange ». Cette déclaration lui coûte sa place de médecin de l'équipe. Mais sa réputation est faite, et son nom sera, dès lors, toujours associé au dopage et à l'EPO en particulier.
Très vite, la justice italienne enquête sur les pratiques douteuses du médecin italien, et finit par récolter des preuves et des témoignages.
En juillet 2001, alors que le procès du docteur Ferrari est sur le point de commencer, le Sunday Times de Londres révèle que depuis 1995, le médecin conseille Lance Armstrong. L'annonce de cette collaboration fait grand bruit et jette à nouveau le discrédit sur les extraordinaires performances de l'Américain. La relation entre les deux hommes sera ensuite le point de départ de nombreuses altercations entre Armstrong et ses détracteurs par presse interposée, notamment le coureur cycliste Greg LeMond.
Mais la plus célèbre colère de l'Américain reste celle survenue lors du Tour de France 2004, à l'encontre du coureur italien Filippo Simeoni, à qui Armstrong reproche d'avoir témoigné en 2001 contre le docteur Ferrari. Alors que Simeoni est échappé avec six autres coureurs lors de l'étape qui mène à Lons-le-Saunier, le maillot jaune en personne part à sa poursuite et le contraint à rejoindre le peloton. Le différend entre les deux hommes se poursuivra plus tard, mais devant un tribunal.
En octobre 2004, Michele Ferrari est condamné à un an de prison avec sursis et 900 euros d'amende pour fraude sportive et exercice abusif de la profession de pharmacien. Il annonce alors son intention de faire appel. Il est blanchi lors de celui-ci le 27 mai 2006, les faits étant prescrits.
En juillet 2012, à la suite de la violation des règlements antidopage par l'équipe US Postal lors des Tours de France victorieux de Lance Armstrong, Michele Ferrari est exclu à vie de toute préparation et encadrement d'athlètes. Il renonce à faire appel de cette décision.
En août 2012, le sulfureux docteur fait les gros titres en Italie car il fait l'objet d'une enquête pour association de malfaiteurs, trafic et utilisation de produits dopants, évasion fiscale et contrebande.
En octobre 2012, La Gazzetta dello Sport révèle qu’une enquête de justice menée par le procureur de Padoue sur le médecin italien impliquerait de nombreux sportifs pour dopage, évasion fiscale et blanchiment d'argent.
Dans son édition du 10 avril 2014, le quotidien américain USA Today révèle que dans ses dépositions, Lance Armstrong attribue un rôle majeur au docteur Ferrari dans ses pratiques dopantes, aux côtés de l'ex-directeur sportif du coureur, Johan Bruyneel.
Parmi les clients « avérés » du docteur Ferrari, on peut citer (liste non exhaustive, par ordre alphabétique) :
- Moreno Argentin
- Lance Armstrong
- Evgueni Berzin
- Gianluca Bortolami
- Claudio Chiappucci
- Mario Cipollini
- Fabrizio Convalle
- Armand de Las Cuevas
- Laurent Dufaux
- Fernando Escartín
- Giorgio Furlan
- Ivan Gotti
- Tyler Hamilton
- Laurent Jalabert
- Kevin Livingston
- Eddy Mazzoleni
- Denis Menchov
- Axel Merckx
- Francesco Moser
- Abraham Olano
- Alessandro Petacchi
- Tony Rominger
- Paolo Savoldelli
- Michele Scarponi
- Filippo Simeoni
- Pavel Tonkov
- Piotr Ugrumov
- Alexandre Vinokourov
- Beat Zberg

## Cinéma
Il est incarné par Guillaume Canet dans The Program de Stephen Frears, le biopic sur Lance Armstrong sorti en 2015.